# 산드루 카르도주 두스 산투스
산드루 카르도주 두스 산투스(Sandro Cardoso Dos Santos, 1980년 3월 22일)는 산드루로 불리는 K리그 수원 삼성 블루윙즈와 전남 드래곤즈를 거친 브라질 출신 축구 선수이다. K리그 등록명은 '산드로C'다.

## 선수 경력

### 브라질 시절
산드로는 1998년 브라질의 포르투게자에서 선수 생활을 시작했다. 하지만 어린 나이로 인해 정식경기에는 출전하지 못했고, U-18 경기와 리저브 경기만 주로 활약했다.

### 수원 삼성 블루윙즈
2000년 특급 외국인 선수였던 샤샤를 주고 데려왔던 황선홍이 1경기만 뛰고 시즌 아웃이 되는 바람에 부진의 늪에서 헤어나오지 못하던 수원 삼성 블루윙즈는 샤샤와 비탈리를 모두 방출하기로 결정한 상태였고, 하리와 루츠 외에 외국인 공격자원을 보강하길 원했다. 당시 수원에서는 루키에게 거는 기대가 컸고, 산드로는 기대치 않았던 선수였다. 당시의 이적료와 연봉만 봐도 산드로는 임대료로 10만 달러, 루키는 60만 달러로 극명한 차이를 보여주었다. 하지만 뚜껑을 열고보니 결과는 정반대로 나타났다. 루키는 나오는 경기마다 부진한 모습을 보이며 5경기에서 고작 1골만을 넣었고, 산드로는 정규리그에서 8경기에 나와 4골을 넣는 활약을 보여주었다. 결국 루키는 정규시즌 도중 퇴출, 산드로는 완전 이적이라는 결과를 만들어냈고, 2000년 아디다스컵에서는 3경기에 모두 나와 1골을 기록하며 팀의 우승에 기여했다.
2000년 가능성을 보인 산드로는 김호 감독의 전폭적인 믿음아래 2001 시즌을 맞았고 2001 시즌을 자신의 해로 만들었다. 앞선 2001년 아디다스컵 결승전에서 산드로가 결승골을 기록하며 우승을 거둔 수원은 비록 성남 일화 천마에 밀려 정규리그 우승을 하지는 못했지만, 고종수, 데니스와 함께 만들어낸 고-데-로 트리오는 1999년에 이은 최강의 면모를 보여주었다. 산드로는 이해 정규리그에서 22경기에 선발출장, 13골 3도움이라는 활약을 보이며 11골을 기록한 경쟁자 파울링요와 우성용을 따돌리고 K리그 득점왕에 올랐다. 그리고 산드로의 진가는 국제무대에서 더욱 더 두각이 드러났는데, 2001년 제20회 아시안 클럽 챔피언십 결승전에서 산드로는 전반 14분 통렬한 슈팅으로 결승골을 기록, 팀의 아시아 제패에 큰 공을 세웠고, 이어 제7회 아시안 슈퍼컵에서도 맹활약, 팀의 우승에 앞장섰다.
2002년에도 산드로의 기세는 멈추지 않았다. 당시 알렌과 미트로와 함께 주전 경쟁이 예상됐지만, 산드로는 자신의 능력을 통해 주전 자리를 따냈다. 2002년 정규시즌에서 산드로는 22경기에 출전 8골 7도움을 기록하며 맹활약한 반면, 미트로와 6경기 무득점, 알렌은 경기에 나오지도 못한채 방출당하고 말았다. 산드로의 활약은 FA컵에서도 이어졌고, 수원은 창단 처음으로 FA컵을 제패했다. 이러한 산드로의 활약에 당연히 J리그는 군침을 흘렸고, 산드로는 2003년 제프 유나이티드 이치하라로 이적했다.

### 제프 유나이티드 이치하라
산드로는 일본에서도 멈추지 않았다. 2003년 최용수와 함께 짝을 맞추며 23경기 8골로 활약했고, 이듬해인 2004년에도 22경기 9골로 활약했다. 하지만, 2003년 5월 지바현의 자신의 집에서 술을 마시고 20대 여성을 성폭행한 혐의로 도쿄 지방법원으로부터 징역 9개월과 집행유예 3년의 최종판결을 받았고, 도저히 일본에서 생활하고 싶지 않았던 산드로는 수원 복귀를 강력히 희망했다. 이에 수원은 이미 전력외 판정을 받은 가비와 15만 달러를 추가로 주는 대신 산드로를 데려왔다.

### 다시 수원으로
수원으로 다시 돌아온 산드로는 김대의, 나드손과 함께 나-대-로 트리오로 불리며, 수원팬들의 기대를 한몸에 받았다. 그러나 후임 차범근 감독의 축구는 김호 스타일의 축구가 아니였고, 2001년에 비해 살도 쪄 제대로 기량을 펴지 못한 산드로는 22경기에 나와 3골을 기록하는 부진에 빠지고 말았다. 이듬해인 2006년에도 산드로는 11경기에 출전해 3골을 기록하며 부진했고, 결국 후반기 이적시장에서 수원이 올리베라와 실바를 영입하면서 전남 드래곤즈로 임대 이적하였다.

### 전남 드래곤즈
2006년 후반기 전남 드래곤즈로 이적한 산드로는 당시 십자인대 부상으로 브라질로 돌아간 산드로 히로시의 빈자리를 메워야 하는 특명이 주어졌다. 산드로는 후반기 전남에서 10경기에서 3골을 기록했고, 이 결과에 나쁘지 않았던 전남은 2007년 산드로를 완전 이적시켰다. 그러나 2007년, 산드로 히로시가 돌아오면서 주전경쟁이 시작된 산드로는 연이은 부진을 기록하며 히로시와의 주전 경쟁에서 밀리기 시작했다. 결국 산드로는 4경기 1골이라는 초라한 성적표를 들고 한국 무대를 떠나고 말았다.

### 중국 시절
2007년 후반기 중국 슈퍼리그 창샤 진더로 이적한 산드로는 2시즌 동안 36경기 6골로 활약했고, 2009년 스위스 리그의 FC 툰에서도 활약하며 13경기 5골이라는 기록을 남겼다. 2009년 중국의 산동 루넝으로 돌아온 산드로는 28경기 5골을 기록한 뒤 다시 창샤 진더로 이적했고, 이후 4경기 3골을 기록한 뒤 현재는 자유계약으로 풀린 상태다.

## 에피소드
- 샤샤와 마찬가지로 산드로 역시 해트트릭에 힘입어 득점왕에 오른 대표적인 선수이다. 당시 우성용, 파울링뇨와 9골로 공동선두에 올랐던 산드로는 2001년 9월 9일 전북 현대 모터스와의 홈경기에서 전반 35분, 후반 19분, 23분 골을 성공하며 해트트릭을 달성, 득점 단독 선두로 뛰어올랐고 결국 득점왕에 올랐다.